# ارتباط اتصال‌گرا
ارتباط اتصال‌گرا نوعی ارتباط شبکه‌ای در ارتباطات راه دور و شبکه‌های کامپیوتری است که جلسهٔ ارتباط یا اتصال نیمه دائم قبل ازهرگونه انتقال مفید داده‌ها ایجاد می‌شود و جریانی از داده را به همان ترتیبی که فرستاده شده بود تحویل داده می‌شود. جایگزینی انتقال اتصال گرا با ارتباط غیر اتصال‌گرا است برای نمونه ارتباط حالت datagram (پیام‌های لایهٔ شبکه)، که توسط پروتکل‌های IP و UDP استفاده شده‌است و داده ممکن است بدون ترتیب (بی نظم) تحویل داده شود چون بسته‌های مختلف به‌طور مستقل شکسته می‌شوند و ممکن است از مسیرهای مختلف تحویل داده شوند.
ارتباطات اتصال گرا ممکن است یک ارتباط مدارگزینی یا یک ارتباط مدار مجازی حالت بسته‌بندی (packet mode) باشند. در مورد اخیر، ممکن است هریک از این دو باشد:
1-پروتکل مدار مجازی لایهٔ انتقال : مانند پروتکل TCP که اجازه می‌دهد که داده‌ها به ترتیب تحویل داده شوند با اینکه گزینش لایه‌های پایین‌تر غیر اتصال گرا می‌باشند
2-حالت گزینش لایهٔ شبکه یا لایهٔ پیوند داده : جایی که همهٔ بسته‌های داده که متعلق به مسیر ترافیک مشابهی می‌باشند در طول مسیر مشابهی تحویل داده می‌شوند. این روش اجازه می‌دهد گزینش مبتنی برسخت افزار سریع تر باشد.
خدمات پروتکل اتصال گرا، اغلب و نه همیشه ازخدمات قابل اطمینان شبکه می‌باشند که تصدیق را بعد از دریافت موفقیت‌آمیز فراهم می‌کنند. توابع درخواست تکراری خودکار در مورد داده‌های گم شده یا تشخیص بیت خطا است.
نمونه‌هایی از ارتباط اتصال گرا وغیرقابل اطمینان ATM, FRAME RELAY , MPLS می‌باشند.

## مدارگزینی
ارتباط مدارگزینی (سوئیچینگ مدار) به عنوان مثال شبکهٔ تلفن عمومی، ISDN، SONET/SDH و شبکهٔ مش نوری ذاتاً سیستم‌های ارتباطی اتصال گرا می‌باشند. ارتباط حالت مدار (circuit mode) تضمین می‌کند که داده‌ها با پهنای باند و تأخیر ثابت خواهند رسید وتحویل منظم جریان بیت هایا بایت‌ها فراهم می‌شود. سوئیچ‌ها در طول مرحلهٔ استقرار پیکر بندی شده‌اند.

## مدارگزینی مجازی
ارتباط حالت بسته‌بندی(packet mode) نیز ممکن است اتصال گرا باشد، که ارتباط حالت مدار مجازی نامیده می‌شود، ممکن است ارتباط از تأخیر بارکردن ترافیک‌های مختلف وصف بندی بسته، به دلیل گزینش بسته( packet switching) زیان ببیند. ارتباط اتصال گرا لزوماً پروتکل‌های قابل اطمینان نیستند.
پروتکل‌های اتصال گرا گاهی اوقات به عنوان stateful توصیف می‌شوند زیرا آن‌ها می‌توانند مسیر گفتگو را در خود نگه دارند.

### ارتباط حالت اتصال لایهٔ انتقال
پروتکل‌های اتصال گرای لایهٔ انتقال، ارتباط‌های اتصال گرا در سیستم‌های غیر اتصال گرا را فراهم می‌کنند. یک پروتکل اتصال گرای لایهٔ انتقال (مثلاً TCP) ممکن است براساس یک پروتکل غیراتصال گرای لایهٔ شبکه (مثلاً IP) باشد، اما هنوز جریان منظمی از بایت‌ها را دریافت می‌کند، به وسیلهٔ توالی شمارهٔ segment (پیام‌های لایهٔ انتقال) در سمت فرستنده، بافر بسته‌ها و مرتب‌سازی مجدد آن‌ها درسمت گیرنده. توالی شماره‌ها نیازمند هماهنگ‌سازی دوطرفه شمارندهٔ segmantها در طول ایجاد یک گام از ارتباط سه مرحله‌ای می‌باشد.

### مدارگزینی مجازی لایهٔ شبکه و لایه پیوند داده
درگزینش بسته (packet switching) ارتباط اتصال گرای پروتکل لایهٔ شبکه یا لایهٔ پیوند داده همهٔ داده‌ها از یک مسیر یکسان و در طول یک جلسهٔ ارتباط فرستاده می‌شوند. پروتکل، جریان ترافیک را تنها توسط تعداد جریان کانال/داده تشخیص می‌دهد، اغلب شناسه مدارمجازی (VCI) شناخته می‌شود، به جای اطلاعات کامل مسیر یابی برای هربسته (آدرس منبع ومقصد) که در گزینش datagramهای غیرمتصل مانند ip قراردادی روترها استفاده می‌شود. در ارتباط اتصال گرا، اطلاعات مسیریابی ممکن است گره‌های شبکه را در طول مرحلهٔ ایجاد ارتباط فراهم کنند. جایی که VCIدر جدول‌های هر گره تعریف شده‌است. بنابراین، گزینش بستهٔ واقعی و انتقال داده رامی توان با سخت افزارسریع در مقابل نرم‌افزار کند براساس مسیریابی مراقبت کرد. به‌طور معمول، شناسهٔ این ارتباط یک عدد صحیح کوچک (به عنوان مثال ۱۰ بیت برای FRAME RELAY و ۲۴ بیت برای ATM) می‌باشد.
این باعث می‌شود که گزینش شبکه به‌طور قابل توجهی سریع تر شود (جداول مسیریابی فقط نگاه کردن جداول را ساده می‌سازد و در پیاده‌سازی سخت‌افزار بدیهی می‌باشند.) تأثیر خیلی زیاد است، درواقع، حتی پروتکل‌های مشخص غیراتصال گرا، مانند ترافیک IP، با پیشوند هدر اتصال گرا برچسب می‌خورند (به عنوان مثال: در MPLS یا IPV۶ نسخهٔ شش پروتکل آی پی)
برای نمونه ATM و FRAME RELAY (قاب رله)، هر دو نمونه‌هایی از پروتکل‌های اتصال گرا، غیرقابل اطمینان لایهٔ پیوند داده می‌باشند همچنین پروتکل‌های غیر اتصال گرا و قابل اطمینان هم وجود دارند هم چون AX.۲۵، پروتکل لایهٔ شبکه، وقتی که داده‌ها را از قاب Iمی گذراند. اما این ترکیب کمیاب است و غیراتصال گرا- قابل اطمینان در شبکه‌های مدرن غیرمعمول می‌باشد.
پروتکل‌های اتصال گرا زمان واقعی ترافیک را به‌طور قابل توجهی مؤثرتر از پروتکل‌های غیر اتصال گرا کنترل می‌کنند، به خصوص با بسته‌های طول کوتاه و ثابت، که به همین دلیل ATM تا به حال برای حمل زمان واقعی جایگزین اترنت شده‌است. جریان ترافیک همزمان، به خصوص در شبکه‌های به شدت متراکم مانند BACKBONES، که در آن شعار «پهنای باند ارزان است» نتواند به وعده اش عمل کند. تجربه همچنین نشان داده‌است شرط پهنای باند تمامی مشکلات کیفیت سرویس را حل نمی‌کند. از این رو انتظار نمی‌رود که اترنت ۱۰ گیگابایت در این زمان جایگزین ATM شود.
تعدادی از پروتکل‌های اتصال گرا طراحی یا تغییر داده شده‌اند تا با هر دو داده‌های اتصال گرا و داده‌های غیر اتصال گرا مطابقت کنند.